# Canariella jandiaensis
Canariella jandiaensis е вид охлюв от семейство Hygromiidae. Видът е критично застрашен от изчезване.

## Разпространение
Разпространен е в Испания (Канарски острови).